# کمدن (میزوری)
کمدن (به انگلیسی: Camden) یک شهر در ایالات متحده آمریکا است که در شهرستان ری، میزوری واقع شده‌است. کمدن ۱٫۹۷ کیلومتر مربع مساحت و ۱۹۱ نفر جمعیت دارد و ۲۲۴ متر بالاتر از سطح دریا واقع شده‌است.